# 三好昌子
三好昌子（みよし あきこ、1958年 -）は、日本の小説家、推理作家。

## 経歴・人物
岡山県生まれ。嵯峨美術短期大学洋画科卒業。計3回、松本清張賞の最終選考まで残るも、受賞を逃す。2016年、第15回『このミステリーがすごい!』大賞に応募した『京の縁結び 縁見屋の娘』で優秀賞を受賞。同作で2017年3月に宝島社文庫より小説家デビューする。
「最初に小説を書きたいと思ったのは小学生の頃だったが、何を書いたらいいのかがわからなかった。30代半ばになって結婚と出産を経てから書き始めた」と語っている。

## 作品リスト

### 単行本
- 京の縁結び 縁見屋の娘（2017年3月 宝島社文庫）ISBN 978-4-8002-6744-3
- 京の絵草紙屋満天堂 空蝉の夢（2017年9月 宝島社文庫）ISBN 978-4-8002-7605-6
- 京の縁結び 縁見屋と運命の子（2018年10月 宝島社文庫）ISBN 978-4-8002-8937-7
- 群青の闇 薄明の絵師（2019年7月 ハルキ文庫）ISBN 978-4-7584-4276-3
- 幽玄の絵師 百鬼遊行絵巻（2019年9月 新潮社）ISBN 978-4-10-352851-7

### コミックス原作
- 京の縁結び縁見屋の娘（2018年3月 宝島社〈このマンガがすごい!comics〉漫画:君塚祥）ISBN 978-4-8002-8202-6